# Jaroslav Marek
Jaroslav Marek (ur. 27 listopada 1926 w Nitrze, zm. 18 grudnia 2011 w Brnie) – czeski historyk. 
Wraz z Františkiem Kutnarem sporządził opracowanie historyczne czeskiej, słowackiej i niemieckiej historiografii w Czechach.

## Twórczość książkowa
- Přehledné dějiny českého a slovenského dějepisectví I–II, 1973, 1978, 1997, 2009 (wraz z Františkiem Kutnarem)
- Jaroslav Goll, 1991
- České a československé dějiny I–II, 1991 (współautor, redaktor)
- O historismu a dějepisectví, 1992
- Husitství, reformace, renesance, 1994